# Mactromeris polynyma
Mactromeris polynyma är en musselart som först beskrevs av William Stimpson 1860.  Mactromeris polynyma ingår i släktet Mactromeris och familjen Mactridae.

## Underarter
Arten delas in i följande underarter:
- M. p. polynyma
- M. p. alaskana